# Osiedle Werkbundu w Wiedniu

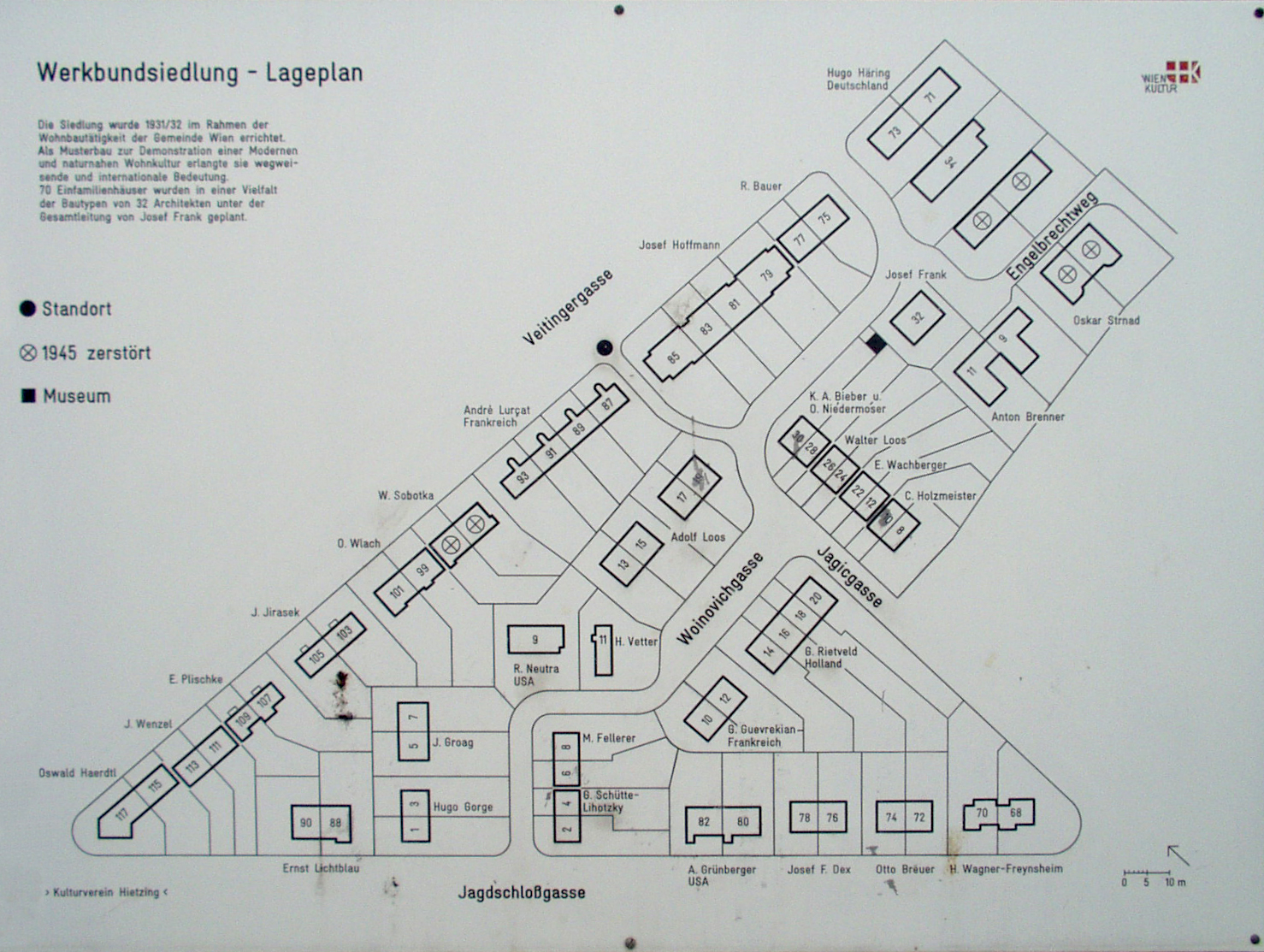
Plan osiedla

Osiedle Werkbundu w Wiedniu (niem. Werkbundsiedlung in Wien) – modernistyczne osiedle wzniesione w 1932 r. na zboczu Roter Berg w dzielnicy Lainz w Wiedniu (Austria), będące reakcją na inne osiedla Werkbundu. Inicjatorem budowy osiedla i autorem koncepcji urbanistycznej był Josef Frank. Osiedle zaprojektowało trzydzieścioro troje architektów z Austrii, Niemiec i ze Stanów Zjednoczonych.
Celem budowy osiedla było „pokazanie różnorodności typów domów jednorodzinnych i wskazanie ich jako ewentualnych wzorców dla nowych osiedli. W pełni wyposażone domy przeznaczono do sprzedaży". Osiedle można było oglądać w ramach międzynarodowej wystawy Werkbundu od 5 czerwca do 7 sierpnia 1932 r. Wystawę odwiedziło ponad 100 tys. osób.
Od 1978 r. osiedle objęte jest ochroną konserwatorską; posiada status zabytku nieruchomego.
W 2020 roku osiedla Werkbundu, w tym osiedle w Wiedniu, otrzymały Znak Dziedzictwa Europejskiego, przyznany przez Komisję Europejską.

## Koncepcja architektoniczna

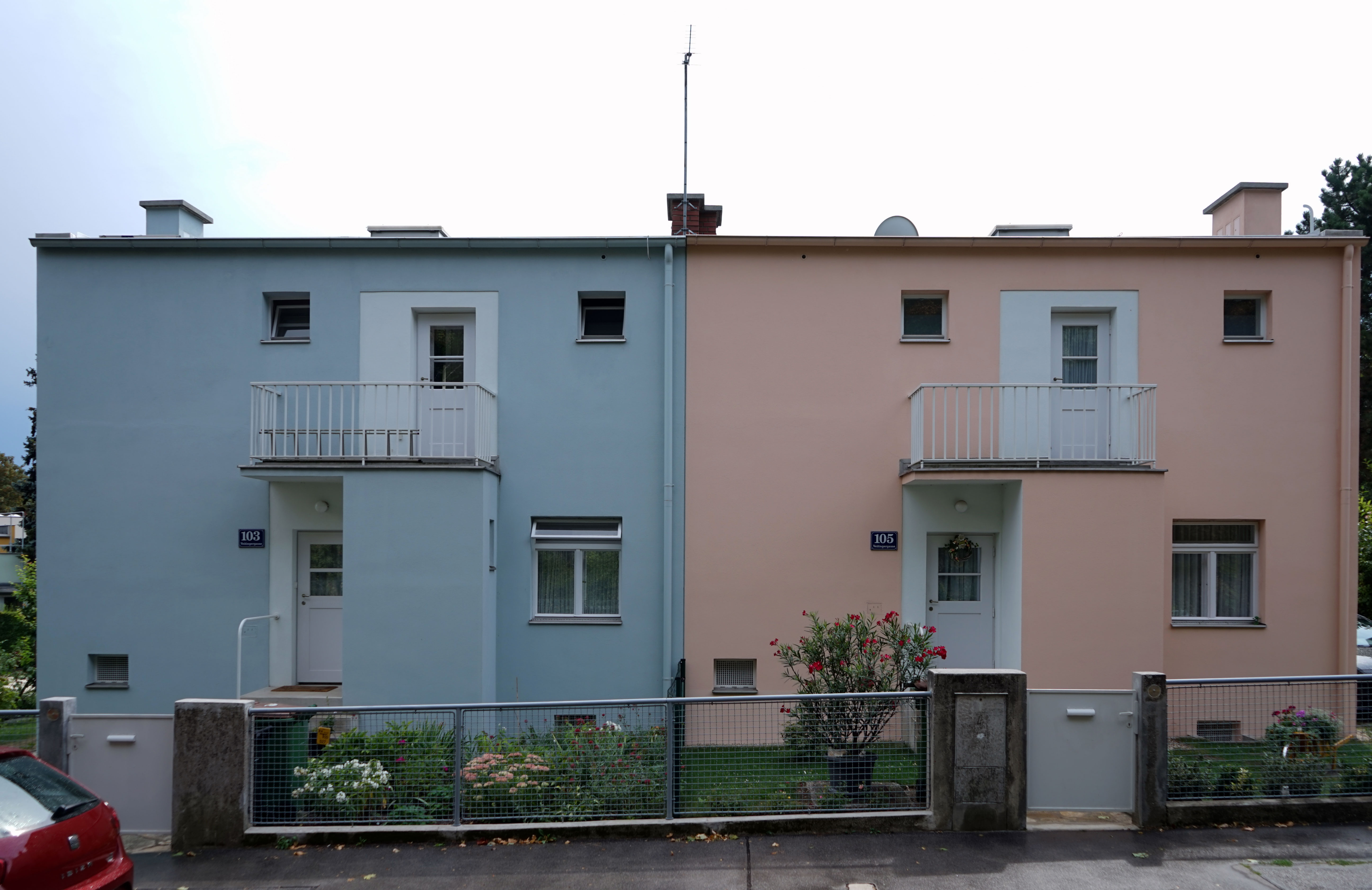
Domy przy Veitingergasse 103 i 105 (arch. Julius Jirasek)

Osiedle składa się z 70 domów jednorodzinnych w zabudowie wolnostojącej, bliźniaczej lub szeregowej. Wszystkie typy domów zaprojektowane zostały z myślą o rodzinach z klasy średniej z dwojgiem lub trojgiem dzieci i gosposią. Zaprojektowano też wzorcowe umeblowanie domów (stanowiące element wystawy), z którego część wykonali projektanci domów.
Osiedle zostało zaprojektowane w barwach pastelowych, wśród których dominowały „jasna żółć, błękit, butelkowa zieleń i róż", przy czym niektóre elewacje zaprojektowano jako białe.

## Renowacje
W latach 1983–1985 dokonano częściową renowację 50 domów; prace toczyły się w ramach „normalnej eksploatacji obiektów".
W latach 2011–2016 wykonano odnowę konserwatorską 48 domów oraz infrastruktury zewnętrznej.